# Lekanesphaera
Genre
Synonymes
- Europosphaera Verhoeff, 1942
- Europosphaera (Lekanesphaera) Verhoeff, 1942

Lekanesphaera est un genre de crustacés isopodes marins de la famille des Sphaeromatidae.

## Liste des espèces
Selon BioLib (3 février 2023) :
- Lekanesphaera bocqueti (Daguerre de Hureaux, Hoestlandt & Lejuez, 1961)
- Lekanesphaera ephippium (Costa, 1882)
- Lekanesphaera glabella Jacobs, 1987
- Lekanesphaera hoestlandti (Daguerre de Hureaux, Elkaim & Lejuez, 1965)
- Lekanesphaera hookeri (Leach, 1814)
- Lekanesphaera levii (Argano & Ponticelli, 1981)
- Lekanesphaera marginata (Milne-Edwards, 1840)
- Lekanesphaera monodi (Arcangeli, 1934)
- Lekanesphaera panousei (Daguerre de Hureaux, Elkaïm & Lejuez, 1964)
- Lekanesphaera rugicauda (Leach, 1814)
- Lekanesphaera sardoa (Arcangeli, 1934)
- Lekanesphaera teissieri (Bocquet & Lejuez, 1967)
- Lekanesphaera terceirae Jacobs, 1987
- Lekanesphaera weilli (Elkaim, 1966)